# Eselsteich (Dassel)
Der Eselsteich ist ein Teich am südöstlichen Rand der Amtsberge in der Feldmark der Stadt Dassel im südniedersächsischen Landkreis Northeim in Deutschland.

## Beschreibung
Der Teich wird unmittelbar von einer Quelle gespeist, er hat weniger als einen Hektar Wasserfläche bei einer Tiefe von etwa einem Meter. Das abfließende Wasser der Bremke mündet bei Deitersen in die Bewer.
In der Niederung östlich der Amtsberge ist der Eselsteich nur einer von mehreren Teichen, aber im Unterschied zu den anderen öffentlich zugänglich. Er ist ein Biotop für Libellen, nachgewiesen sind Blaugrüne Mosaikjungfer, Große Pechlibelle, Hufeisen-Azurjungfer sowie Vierfleck. Zudem ist er ein Ausflugsziel für Spaziergänger. Von Hunnesrück aus ist er über die einzige Eschenallee im Stadtgebiet Dassels erreichbar sowie aus Richtung Bierberg über den Höhenwanderweg.

## Geschichte
Der Eselsteich ist eines der wenigen, wahrscheinlich seit dem Mittelalter erhaltenen Stillgewässer dieser Gegend, da die meisten nach dem Wegfall ihres ursprünglichen Verwendungszweckes als Viehtränke oder Fischteich zugeschlämmt wurden. Der Sage nach soll der Name dadurch entstanden sein, dass ein bei Merxhausen auf einer Wische (niederdeutsch: Wiese) stehender Esel in einem Schlund versank und in dem fortan Eselsteich genannten Teich wieder auftauchte. Der Teich diente offenbar der Wasserversorgung der auf dem benachbarten Berg gelegenen Burg Hunnesrück. Dort wurde kein Burgbrunnen nachgewiesen, und man geht davon aus, dass Wasser aus dem Teich mit Hilfe von Eseln in eine Zisterne auf dem Burggelände transportiert wurde.
Dagegen wurde der Parkteich an dem unweit östlich gelegenen Gestüt Hunnesrück in der Neuzeit mit der Nutzung als Wirtschaftshof des Amtes Hunnesrück angelegt, und an der benachbarten Erichsburg wurden der Förster-Teich, der Lange Teich, der Eckteich und der Schulteich als Ergänzung der äußeren Schutzmauern angelegt.